# جون ماكوين
جون ماكوين هو محامي وسياسي أمريكي، ولد في 9 فبراير 1804 في مقاطعة روبسون في الولايات المتحدة، وتوفي في 30 أغسطس 1867 في Society Hill, South Carolina ‏ في الولايات المتحدة. نشط حزبياً في الحزب الديمقراطي. وقد انتخب عضو مجلس النواب الأمريكي ‏.